# Acco bicolora
Acco bicolora là một loài bướm đêm thuộc phân họ Arctiinae, họ Erebidae.